# Cratere Gražina
Gražina  è un cratere sulla superficie di Venere.